# Matt Damon
Matthew Paige Damon, thường được biết đến với nghệ danh Matt Damon (sinh ngày 8 tháng 10 năm 1970), là một nam diễn viên, nhà sản xuất phim và nhà biên kịch người Mỹ. Anh được tạp chí Forbes bình chọn là một trong những ngôi sao bảo chứng doanh thu và là một trong những diễn viên được trả thù lao cao nhất mọi thời đại. Damon đã nhận được nhiều thành tựu trong sự nghiệp, bao gồm một giải Oscar trên tổng số 5 đề cử, hai giải Quả cầu vàng trên tổng số 8 đề cử, và đã được đề cử cho hai giải BAFTA và sáu giải Emmy.
Damon bắt đầu sự nghiệp diễn xuất qua việc xuất hiện trong những tác phẩm sân khấu trung học và có vai diễn chuyên nghiệp đầu tiên trong phim Mystic Pizza (1988). Anh bắt đầu nổi tiếng vào năm 1997 với vai trò viết kịch bản và thủ vai chính trong Good Will Hunting bên cạnh Ben Affleck, đã giúp họ giành giải Oscar và Quả cầu vàng cho Kịch bản xuất sắc nhất, đồng thời đem lại một đề cử giải Oscar ở hạng mục Nam diễn viên chính xuất sắc nhất cho Damon. Anh tiếp tục thu hút sự chú ý từ giới phê bình với một loạt những vai diễn trong Saving Private Ryan (1998), Ngài Ripley tài ba (1999), Dogma (1999), Syriana (2005), và The Departed (2006).
Damon cũng được biết đến với vai chính Jason Bourne trong loạt phim Bourne (2002-16) và vai một kẻ bìm bợp trong loạt phim Ocean's Trilogy (2001–07). Với vai phụ là cầu thủ bóng bầu dục Francois Pienaar trong Invictus (2009) và vai chính như là một phi hành gia bị mắc kẹt trên sao Hỏa trong The Martian (2015), Damon đã nhận được những đề cử Oscar cho Nam diễn viên phụ xuất sắc nhất và Nam diễn viên chính xuất sắc nhất. Ngoài ra, anh cũng chiến thắng giải Quả cầu vàng cho Nam diễn viên chính xuất sắc nhất với vai diễn trong The Martian. Damon đã nhận được những đề cử giải Emmy cho vai diễn Scott Thorson trong bộ phim tiểu sử Behind the Candelabra (2013) và trong vai trò sản xuất phim tài liệu truyền hình thực tế Project Greenlight. Anh cũng nhận được một đề cử giải Oscar với việc tham gia sản xuất Manchester by the Sea (2016).
Ngoài công việc diễn xuất, Damon cũng tham gia công việc lồng tiếng trong nhiều bộ phim hoạt hình và phim tài liệu và đã thành lập hai công ty sản xuất với Affleck. Anh còn tích cực tham gia vào các hoạt động từ thiện, bao gồm Chiến dịch ONE, Quỹ H2O Africa, Feeding America, và Water.org. Năm 2005, Damon kết hôn với Luciana Bozán Barroso, và họ đã có ba người con gái với nhau.

## Phim đã đóng
| Năm  | Phim                                                | Vai diễn                          | Other notes |
| ---- | --------------------------------------------------- | --------------------------------- | --- |
| 1988 | Mystic Pizza                                        | Steamer                           | One line |
| 1992 | School Ties                                         | Charlie Dillon                    | |
| 1993 | Geronimo: An American Legend                        | 2nd Lt. Britton Davis             | |
| 1996 | Glory Daze                                          | Edgar Pudwhacker                  | Cameo |
| 1996 | Courage Under Fire                                  | Specialist Ilario                 | |
| 1997 | Good Will Hunting                                   | Will Hunting                      | Academy Award for Best Original Screenplay with Ben Affleck Golden Globe Award for Best Screenplay Nominated - Academy Award for Best Actor Nominated - Golden Globe Award for Best Actor Nominated - Screen Actors Guild Award for Best Cast Nominated - Screen Actors Guild Award for Best Actor Nominated - Writers Guild of America Award with Ben Affleck Salary of $500,000 |
| 1997 | The Rainmaker                                       | Rudy Baylor                       | |
| 1997 | Chasing Amy                                         | Shawn Oran                        | Cameo |
| 1998 | Rounders                                            | Mike McDermott                    | Salary of $600,000 |
| 1998 | Saving Private Ryan                                 | Binh nhì James Francis Ryan       | Nominated - Screen Actors Guild Award for Best Cast |
| 1999 | Ngài Ripley tài ba                                  | Tom Ripley                        | Nominated - Golden Globe Award for Best Actor |
| 1999 | Dogma                                               | Loki                              | |
| 2000 | Finding Forrester                                   | Steven Sanderson                  | Cameo |
| 2000 | All the Pretty Horses                               | John Grady Cole                   | Salary of $5.500.000 |
| 2000 | The Legend of Bagger Vance                          | Rannulph Junuh                    | |
| 2000 | Titan A.E.                                          | Cale Tucker                       | Voice only |
| 2001 | The Majestic                                        | Luke Trimble                      | Voice only |
| 2001 | Ocean's Eleven                                      | Linus Caldwell                    | |
| 2001 | Jay and Silent Bob Strike Back                      | Himself                           | Cameo |
| 2002 | Confessions of a Dangerous Mind                     | Matt, bachelor #2                 | Cameo |
| 2002 | The Bourne Identity                                 | Jason Bourne                      | Salary of $10.000.000 |
| 2002 | Spirit: Stallion of the Cimarron                    | Spirit                            | Lồng tiếng |
| 2002 | Gerry                                               | Gerry                             | Also co-writer |
| 2003 | Stuck on You                                        | Bob                               | |
| 2004 | Howard Zinn: You Can't Be Neutral on a Moving Train | Narrator                          | Lồng tiếng |
| 2004 | Ocean's Twelve                                      | Linus Caldwell                    | |
| 2004 | The Bourne Supremacy                                | Jason Bourne                      | Salary of $26.000.000 |
| 2004 | Jersey Girl                                         | PR Exec #2                        | Cameo |
| 2004 | Eurotrip                                            | Donny                             | Cameo |
| 2005 | Syriana                                             | Bryan Woodman                     | |
| 2005 | The Brothers Grimm                                  | Will (Wilhelm) Grimm              | |
| 2006 | The Good Shepherd                                   | Edward Wilson                     | |
| 2006 | The Departed                                        | Colin Sullivan                    | Nominated - Screen Actors Guild Award for Best Cast |
| 2007 | Ocean's Thirteen                                    | Linus Caldwell                    | |
| 2007 | The Bourne Ultimatum                                | Jason Bourne                      | |
| 2007 | Youth Without Youth                                 | Ted Jones, Life Magazine Reporter | Cameo |
| 2008 | Margaret                                            | Mr. Aaron                         | completed |
| 2009 | Green Zone                                          | Chief Warrant Officer Roy Miller  | post-production |
| 2009 | The Informant                                       | Mark Whitacre                     | post-production |
| 2009 | The Human Factor                                    | Francois Pienaar                  | pre-production |
| 2010 | Green Zone                                          | Chief Warrant Officer Roy Miller  | |
| 2010 | Inside Job                                          | Narrator                          | |
| 2010 | Hereafter                                           | George Lonegan                    | |
| 2010 | True Grit                                           | La Boeuf                          | |
|      | The Adjustment Bureau                               | David Norris                      | |
| 2011 | Contagion                                           | Mitch Emhoff                      | |
| 2011 | Margaret                                            | Aaron Caije                       | |
| 2011 | Happy Feet Two                                      | Bill the Krill (voice)            | |
| 2011 | We Bought a Zoo                                     | Benjamin Mee                      | |
| 2012 | Promised Land                                       | Steve Butler                      | |
| 2013 | Behind the Candelabra                               | Scott Thorson                     | |
| 2013 | Elysium                                             | Max Da Costa                      | |
| 2013 | The Zero Theorem                                    | Management                        | |
| 2014 | The Monuments Men                                   | James Granger                     | |
| 2014 | Interstellar                                        | Dr. Mann                          | |
| 2015 | The Martian                                         | Mark Watney                       | |
| 2016 | Jason Bourne The Great Wall                         | Jason Bourne William Garin        | |
| 2017 | Downsizing                                          | Paul Safrane                      | an occupational therapist who signs up for the "downsizing" program |
| 2023 | Oppenheimer                                         | Leslie Groves                     | |